# Forsterygion capito
Forsterygion capito är en fiskart som först beskrevs av Leonard Jenyns 1842.  Forsterygion capito ingår i släktet Forsterygion och familjen Tripterygiidae. Inga underarter finns listade i Catalogue of Life.